# Torreya grandis
Torreya grandis é uma espécie de conífera da família Taxaceae.
Apenas pode ser encontrada na China.

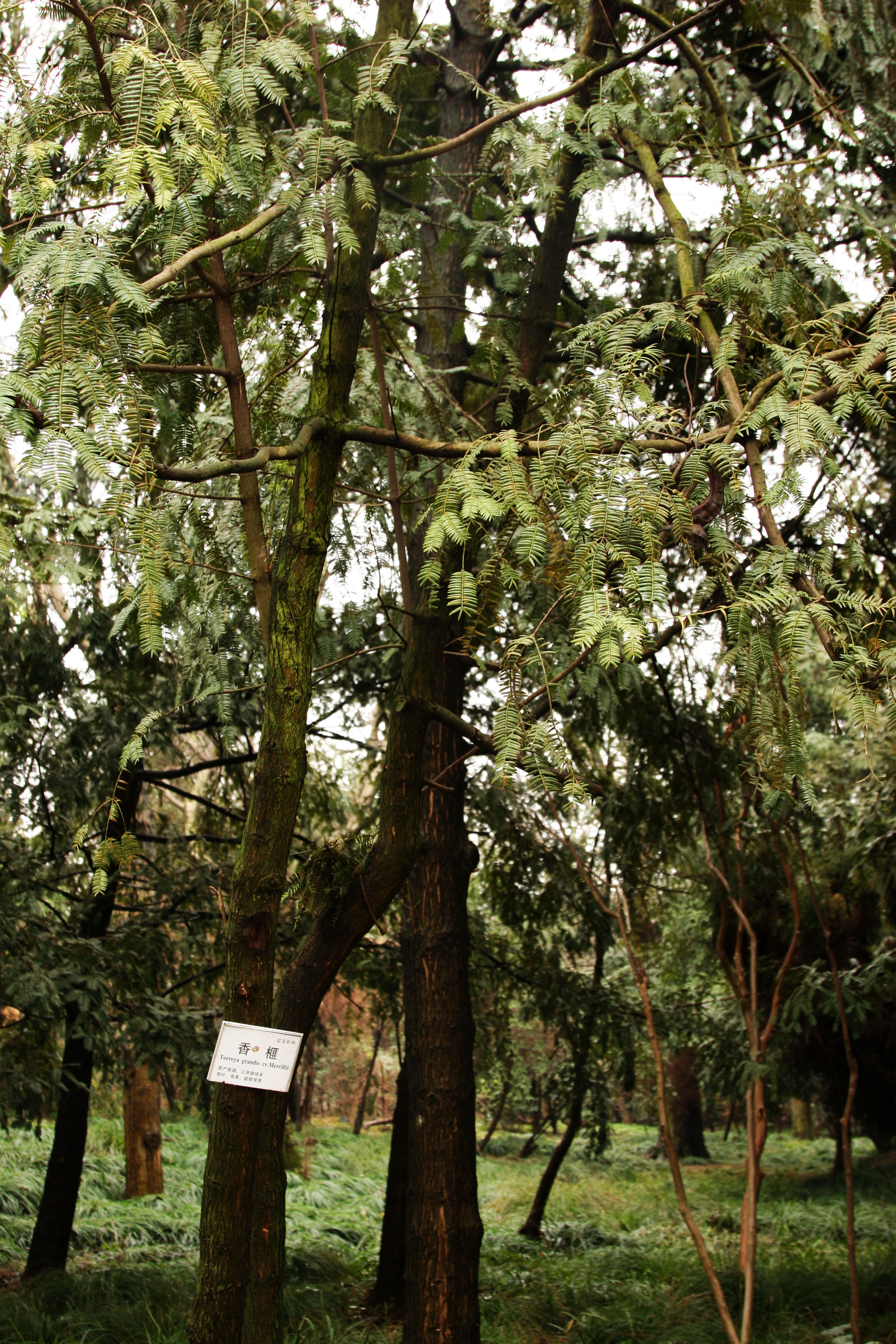
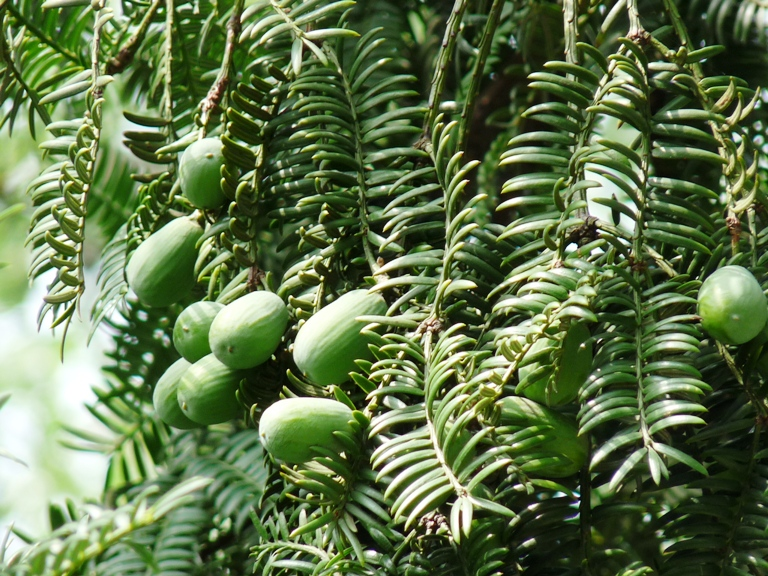
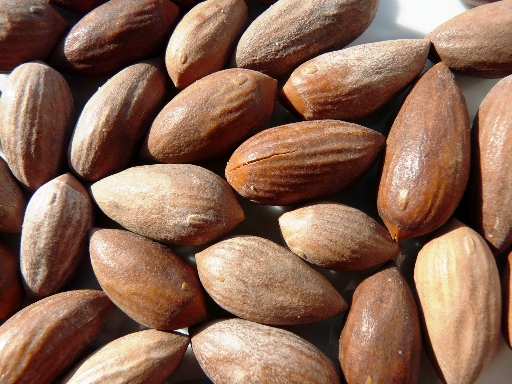